# Fernanda Gomes
Pour l’article homonyme, voir Gomes.
Fernanda Gomes, née à Rio de Janeiro en 1960, est une artiste plasticienne brésilienne. Elle développéesa pratique à travers des objets du quotidien, des sculptures et des installations artistiques depuis les années 1980.

## Biographie
L'artiste est diplômée de l'École supérieure de design industriel (Esdi) de l'Université fédérale de Rio de Janeiro (UFRJ) en 1978 et elle travaille comme graphiste. En tant que stagiaire au Musée d'art moderne de Rio de Janeiro (MAM-Rio), elle crée des affiches, des identités visuelles et des pochettes d'albums. L'artiste réalise sa première exposition individuelle à la Galeria Macunaíma, en 1988, à Rio de Janeiro.
Au début des années 1990, elle insère des mots et des textes écrits dans ses œuvres. En 1993, elle présente une œuvre à l'intérieur de la piscine vide à l'Escola de Artes Visuais do Parque Lage (EAV), à Rio de Janeiro. Et en 1994, elle expose à la Biennale de São Paulo.
À la fin des années 1990 son travail figure dans des publications internationales spécialisées telles que Art News, Art in America, Artforum, ArtNexus, entre d'autres.
En 2019, elle présente une exposition rétrospective à la Pinacoteca do Estado de São Paulo. L'exposition temporaire réunit plus de 50 œuvres des années 1980 à nos jours. Fernanda Gomes choisit de ne pas donner des titres à ses œuvres ni à l'exposition,.

## Expositions personnelles
- 2020-2019 : Pinacothèque do Estado de São Paulo, São Paulo
- 2019 : Sécession, Vienne, Autriche
- 2018 : Museo Jumex, Mexico, Mexique
- 2017 : Galeria Luisa Strina, São Paulo, Brésil
- 2017 : Alison Jacques Gallery, Londres, Angleterre
- 2015 : Peter Kilchmann, Zurich, Suisse
- 2013 : Centre International de l'art et du Paysage, Vassivière, France
- 2012 : Musée de la ville, Lisbonne, Portugal[5]

## Prix
- 2000 : 4e Prix Scipione, Macerata, Italie.